# Abrahám z Freisingu
Abrahám z Freisingu, (před 940,? Gorizia (?) — 9. červen 994 Gorizia nebo Korutany (?)) byl katolický kněz, v letech 957–993 biskup ve Freisingu a misionář Slavonie. Pocházel z rodu hrabat z Gorizie.

## Život

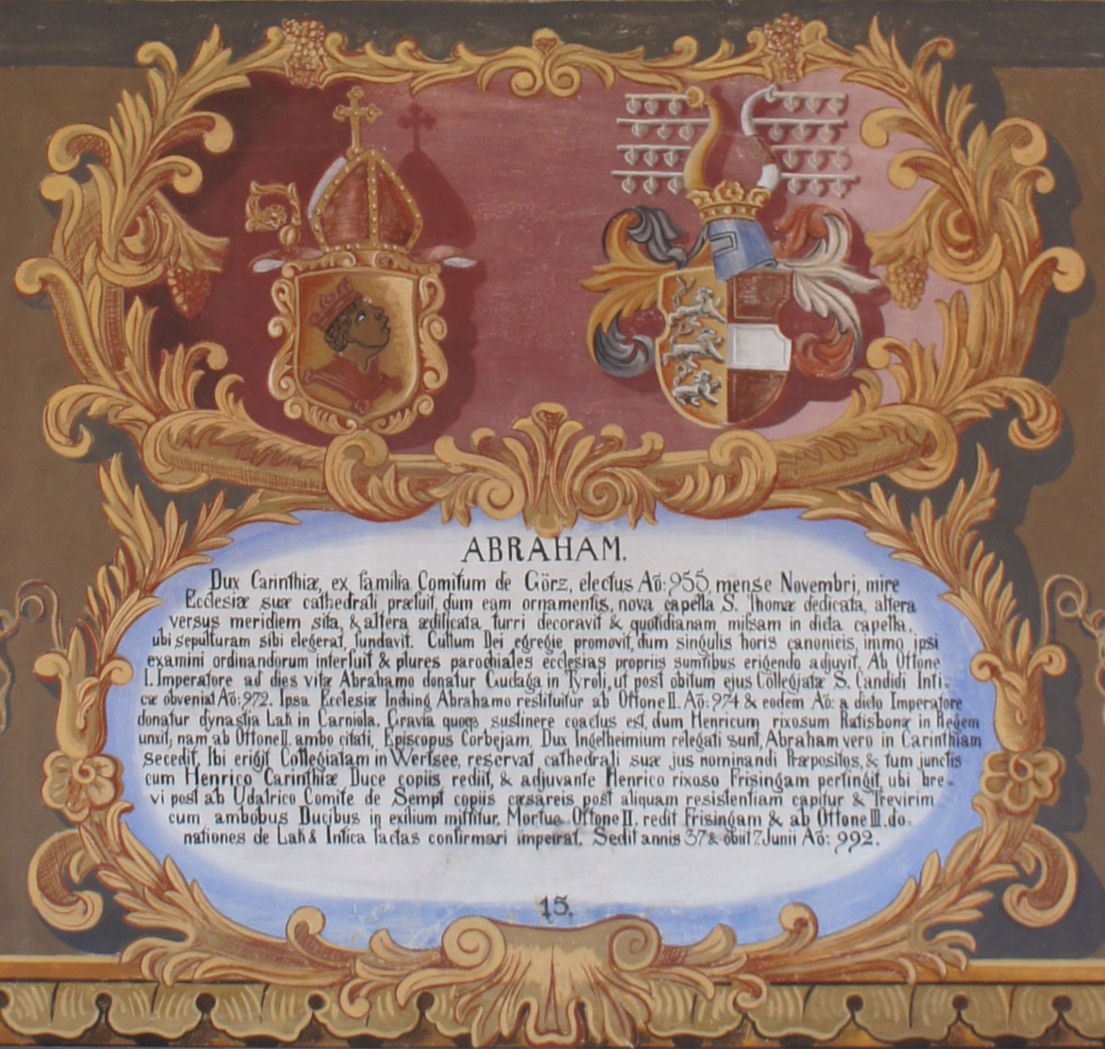
Erb pod obrazem v knížecí chodbě biskupského paláce ve Freisingu

Abrahám pocházel s rodu hrabat z Gorizie nebo z Korutan. Patřil k družině císaře Oty I. jako rádce královny vdovy Judity Bavorské († 985) a jejího syna Jindřicha II. Bavorského. V letech 952-957 byl císařským dvorním kaplanem a získal tím velký politický vliv.
Byl pověřen misií v Korutanech a ve Slovinsku. K tomu účelu od císaře Oty I. získal pro freisinskou diecézi majetky v Kraňsku a severní Itálii. Jeho sídlem v té době byla Škofja Loka, v níž je uctíván jako zakladatel. O jeho misii u Slovanů se zmiňují Monumenta Frisingensia (česky Památky Freisingu, slovinsky Brižinski spomeniki), rukopis freisinských análů z dómské knihovny ve Freisingu, jediný autentický písemný pramen.
V roce 993 se zúčastnil spiknutí proti císaři Otovi II. Byl zajat a na čas uvězněn v klášteře Corvey u Höxteru, odkud uprchl do Gorizie nebo do Korutan.
Abraham dal postavit severní věž katedrály ve Freisingu.